# Санто Стефано дел Соле
Санто Стѐфано дел Со̀ле (на италиански: Santo Stefano del Sole) е село и община в Южна Италия, провинция Авелино, регион Кампания. Разположено е на 547 m надморска височина. Населението на общината е 2218 души (към 2010 г.).